# Llanos de Olivenza
Llanos de Olivenza (em português: "Planícies de Olivença") ou Comarca de Olivença é uma comarca da Espanha, na parte oeste–sudoeste da província de Badajoz, comunidade autónoma da Estremadura. Tem 1 649,1 km² de área e em 2021 tinha 31 395 habitantes.
A "Mancomunidade Integral da Comarca de Olivença" é constituída por todos os municípios da comarca, à exceção de Nogales.
| Regiões limítrofes de Llanos de Olivenza |                  |                 |
| Alto Alentejo (Portugal)                 | Terra de Badajoz | Terra de Barros |
| Alto Alentejo                            |                  | Sierra Suroeste |
| Alto Alentejo • Sierra Suroeste          | Sierra Suroeste  | Sierra Suroeste |

## Municípios da comarca
| Município               | Área (km²) | População (2021) | Densidade (hab./km²) |
| ----------------------- | ---------- | ---------------- | -------------------- |
| Alconchel               | 295,0      | 1 654            | 5,6                  |
| Almendral               | 68,0       | 1 223            | 18                   |
| Barcarrota              | 136,1      | 3 498            | 25,7                 |
| Cheles                  | 47,9       | 1 172            | 24,5                 |
| Higuera de Vargas       | 68,0       | 1 930            | 28,4                 |
| Nogales                 | 80,7       | 646              | 8                    |
| Olivença                | 430,1      | 11 871           | 27,6                 |
| Talega                  | 31,0       | 674              | 21,7                 |
| Torre de Miguel Sesmero | 58,0       | 1 235            | 21,3                 |
| Valverde de Leganés     | 73,0       | 4 157            | 56,9                 |
| Villanueva del Fresno   | 361,3      | 3 335            | 9,2                  |